# سپاه تفنگداران دریایی ایالات متحده آمریکا
سپاه تفنگداران دریایی ایالات متحده (به انگلیسی: United States Marine Corps) شاخه‌ای از نیروهای مسلح ایالات متحده آمریکا است که به‌عنوان زیرمجموعه‌ای از وزارت نیروی دریایی ایالات متحده، وظیفه طراحی و اجرای عملیات آبی خاکی، همچنین انجام جنگ نامتقارن، جنگ کلاسیک و جنگ ترکیبی را با مشارکت نیروهای دریایی، زمینی و هوایی، برعهده دارد. سپاه تفنگداران دریایی مسئول اعمال قدرت آمریکا است و از تحرک نیروی دریایی ایالات متحده آمریکا، به الزام کنگره، برای انجام مأموریت‌های زمینی مشترک قوا، در هوا، خشکی و دریا استفاده می‌کند. سپاه تفنگداران دریایی یکی از ۴ شاخه نیروهای نظامی در وزارت دفاع ایالات متحده آمریکا و یکی از ۷ سرویس یونیفرم‌پوش در این کشور می‌باشد.

## مأموریت
سپاه تفنگداران ایالات متحده، به عنوان یک نیروی واکنش سریع عمل می‌کند. در دستورالعمل‌های ایالات متحده، نیروی تفنگداران دریایی ایالات متحده آمریکا مشخص در § ۵۰۶۳ و در قانون امنیت ملی سال ۱۹۴۷ به‌صورت مشخص معرفی شده است. این سپاه دارای سه زمینه اصلی مسئولیت می‌باشد:
- تصرف یا دفاع از پایگاه‌های دریایی و انجام عملیات‌های زمینی برای پشتیبانی از نبردهای دریایی
- توسعه تاکتیک‌ها، فناوری و تجهیزات مورد استفاده نیروهای آبی-خاکی در هماهنگی با نیروی زمینی و نیروی هوایی
- همچنین ممکن است وظایف دیگری نیز توسط رئیس‌جمهور به‌طور مستقیم به این نیروی نظامی ابلاغ شود

## نگارخانه

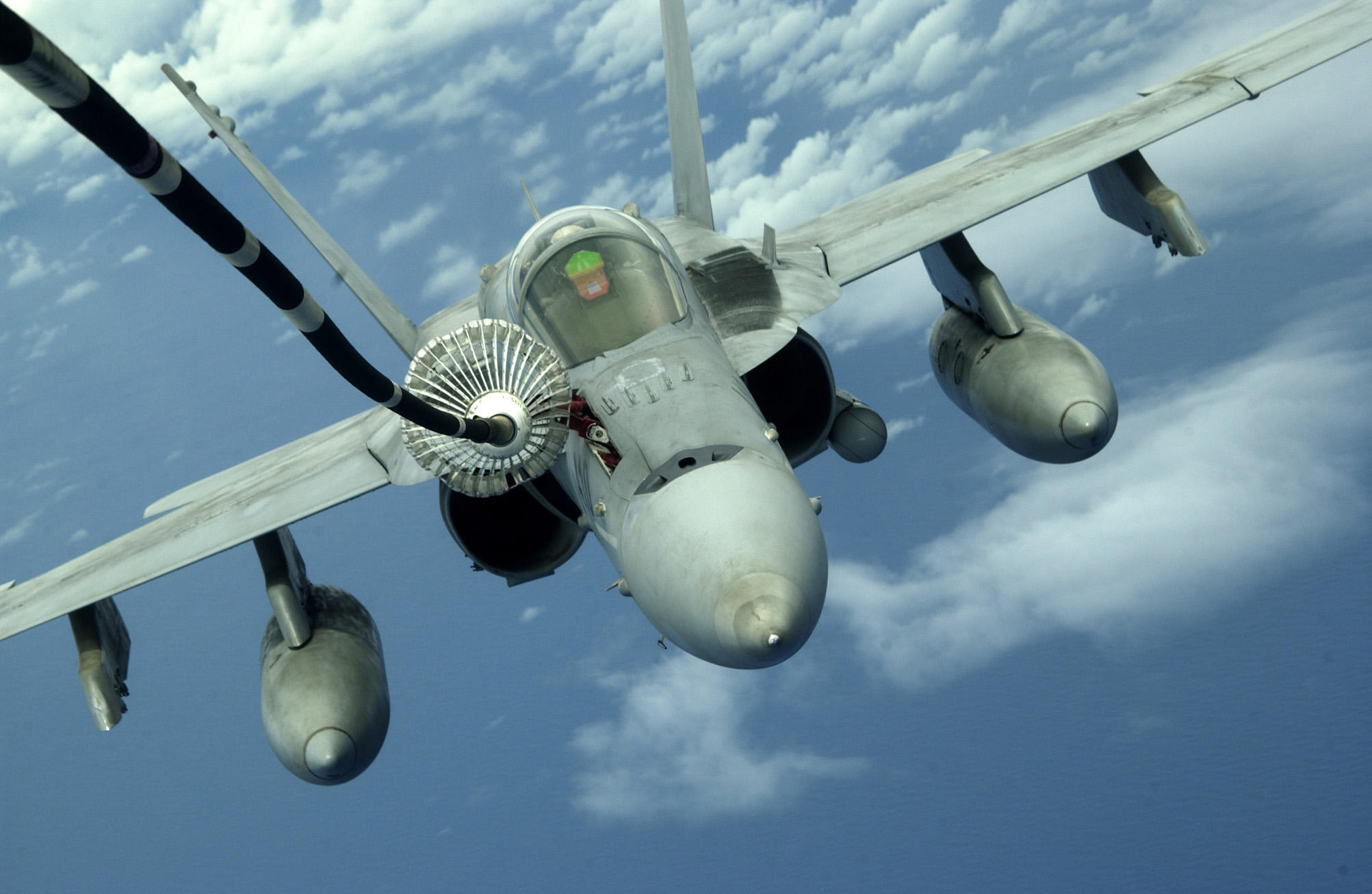
هواپیمای اف-۱۸ متعلق به تفنگداران دریایی آمریکا در حال سوختگیری در آسمان
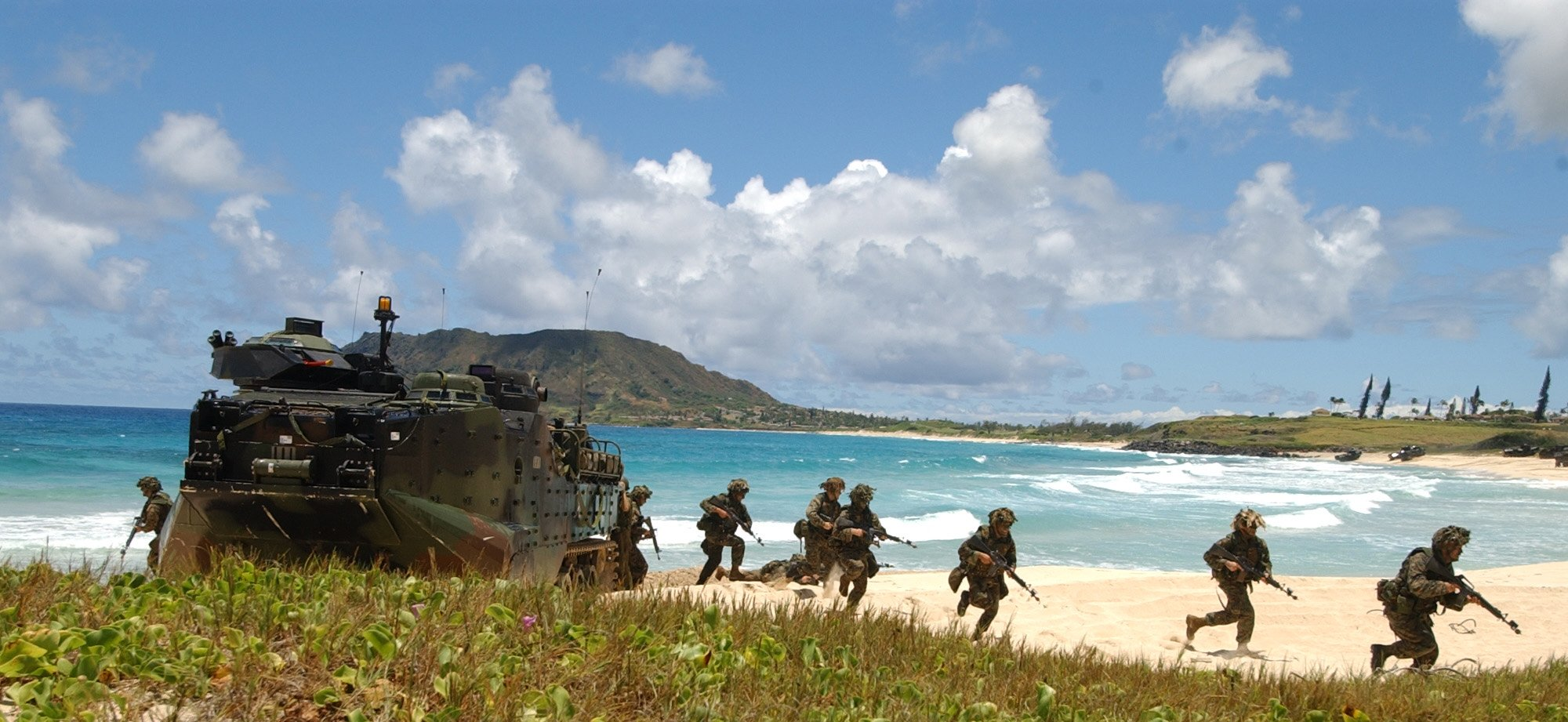
عملیات گردان سوم در هاوایی
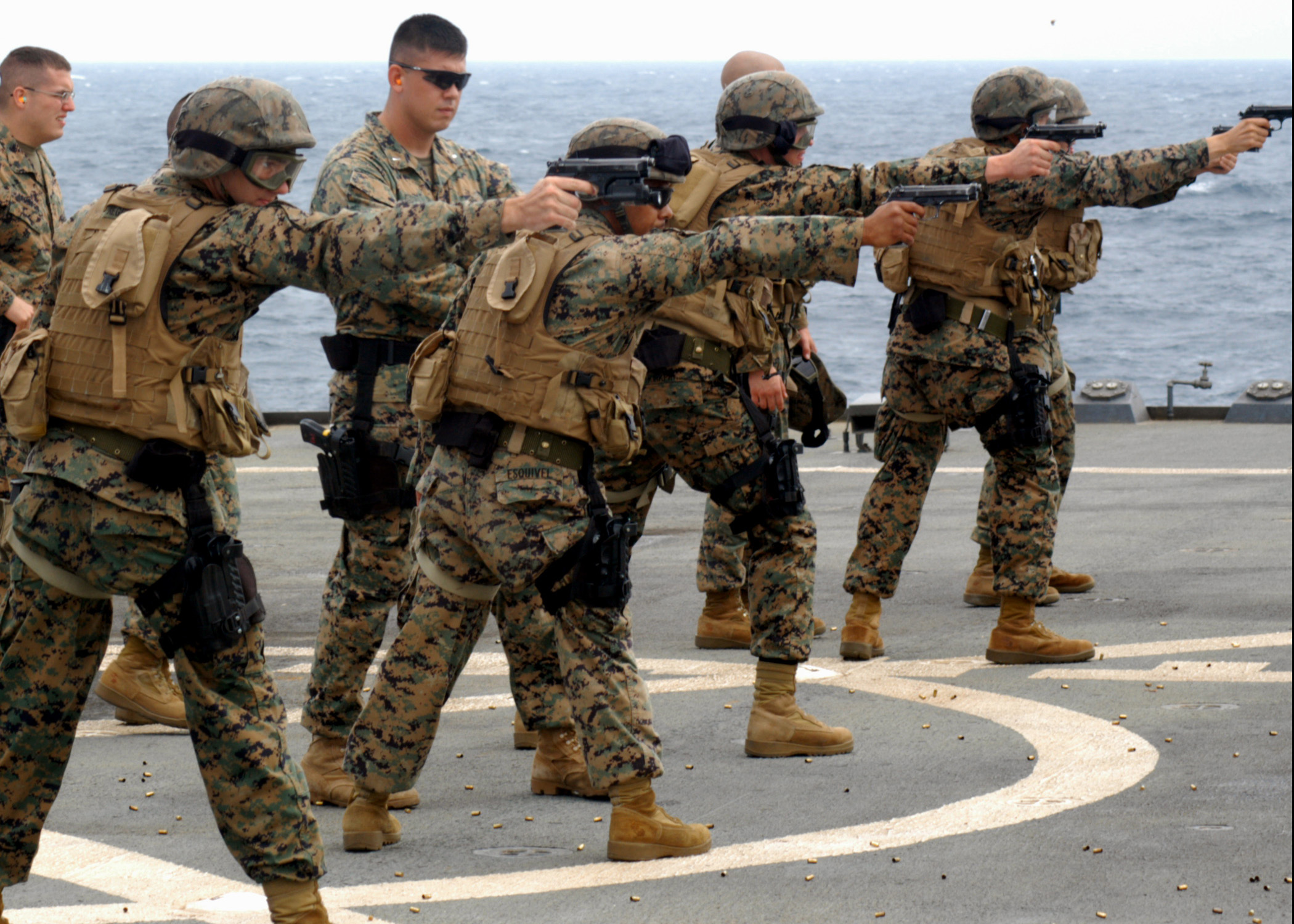
تمرینات تیر اندازی
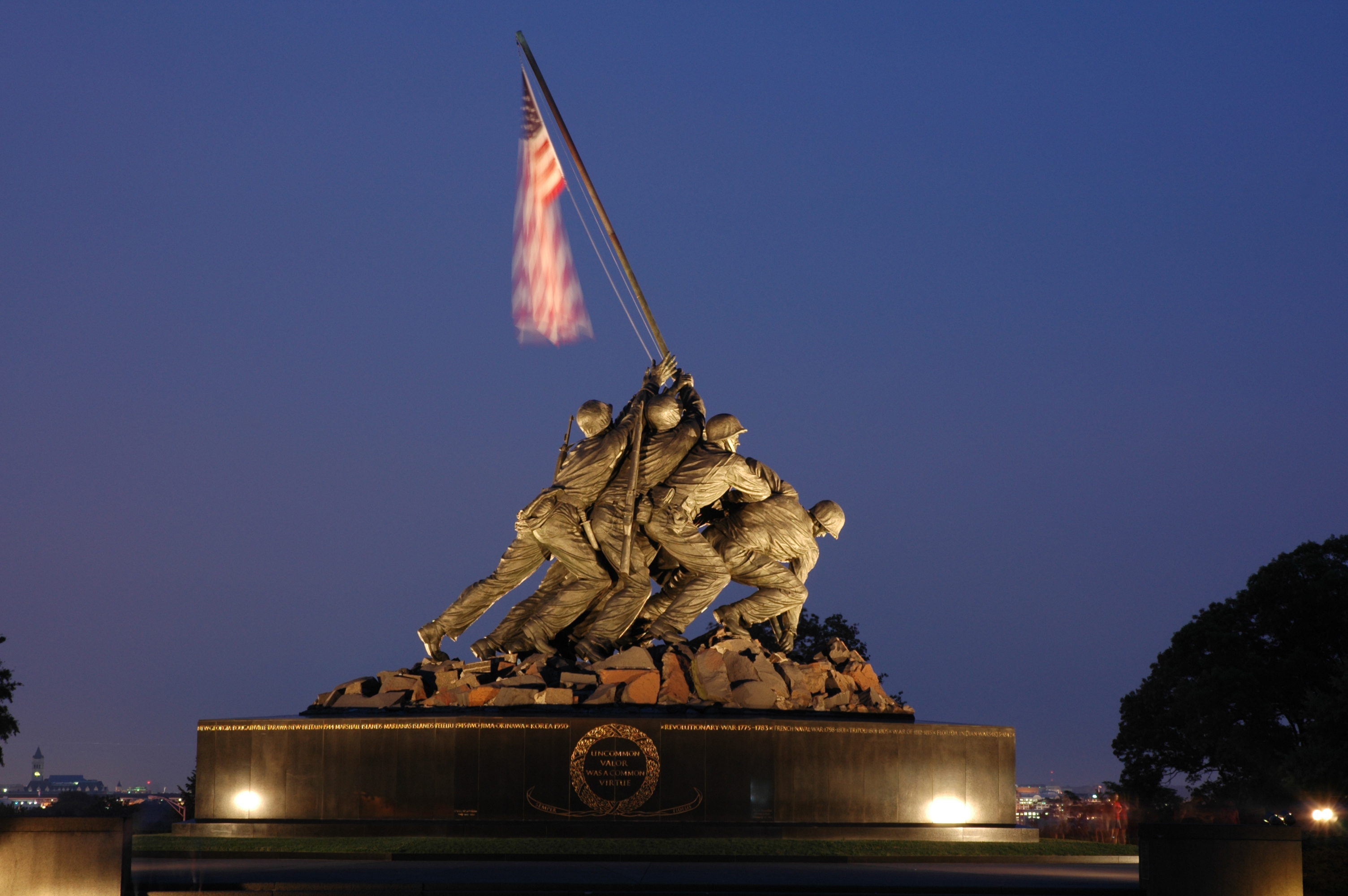
تندیس یادبود نبرد ایو جیما، نیروهای تفنگدار دریایی ایالات متحده آمریکا واقع در آرلینگتون در ایالت ویرجینیا
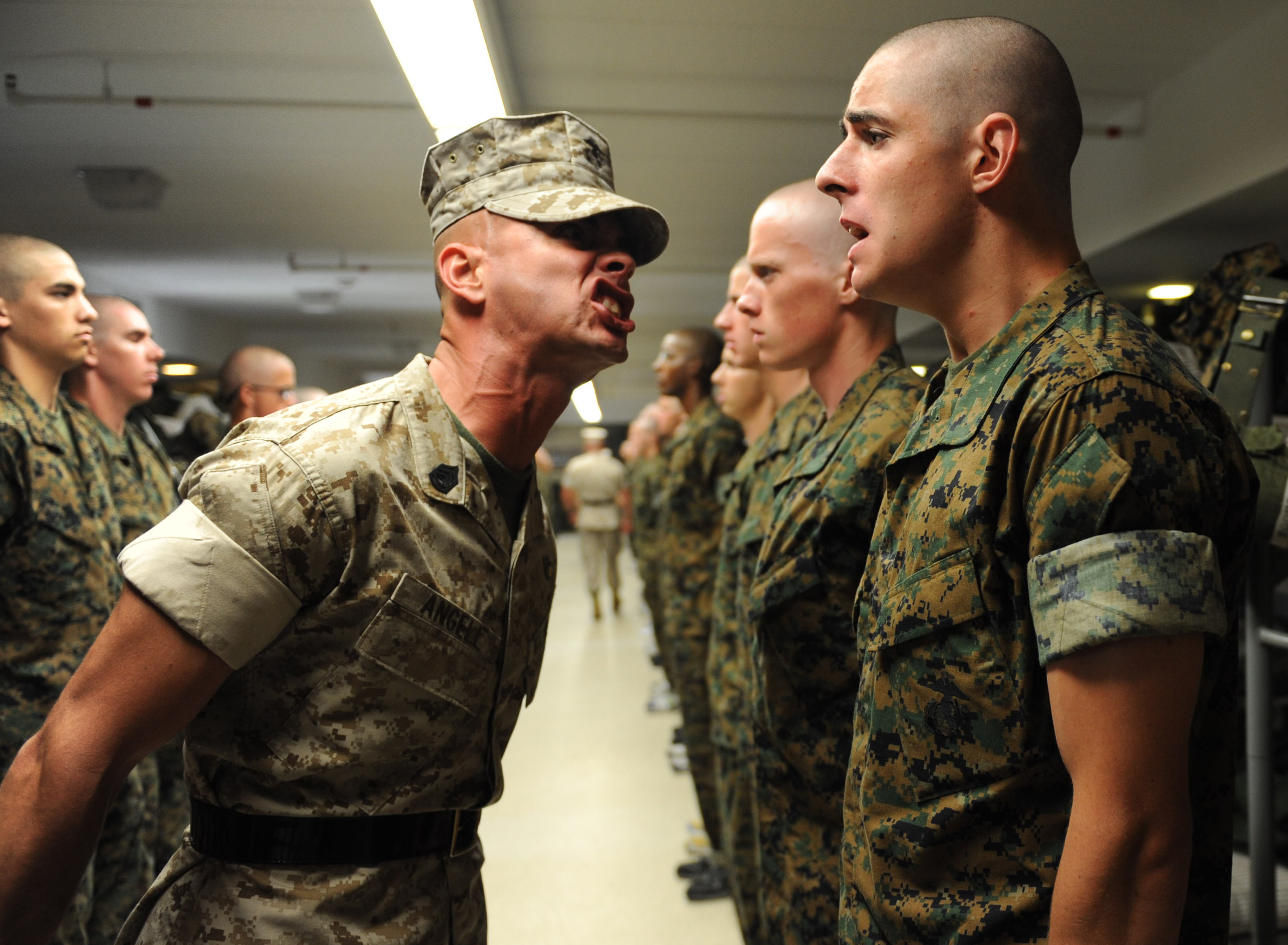
یک سرگروهبان عصبانی در حال آموزش به سربازان تحت امر خود